# Martine Aubry
Martine Aubry született Martine Delors (Párizs, 1950. augusztus 8. –) francia politikus, Lille város polgármestere, a Szocialista Párt tagja, 2008 és 2012 között a főtitkára.

## Élete

### Családja
Anyja baszk származású; apja Jacques Delors, az Európai Bizottság egyik legsikeresebb elnöke (1985–1995). Első, Xavier Aubry üzletemberrel kötött házasságából egy lánya született, s bár elvált, férje nevét azután is megtartotta, hogy 2004-ben hozzáment Jean-Louis Brochen lille-i ügyvédhez.

### Politikai pályája
François Mitterrand 1981-es elnökválasztási győzelme után a foglalkoztatási és szociális minisztériumban eltöltött tanulóévek, valamint a versenyszférában tett hároméves kitérő tapasztalatainak birtokában 1991-től a Szocialista Párt 1993-as választási vereségéig a munkaügyi tárcát irányította, előbb Édith Cresson, majd Pierre Bérégovoy kormányában. 1995-ben a Jacques Chirackal szemben alulmaradt szocialista elnökjelölt, Lionel Jospin szóvivője volt, majd amikor két év múlva pártja megnyerte a parlamenti választásokat, a Jospin-kormány második embere lett szociálisminiszterként. A 35 órás munkahét bevezetésével beírta nevét a történelembe. 2000 őszén lemondott ugyan a miniszterségről, de pár hónappal később Lille polgármesterévé választották. A 2002-es választásokon nem sikerült mandátumot szereznie. 2008. november 25-én a francia Szocialista Párt főtitkárává nyilvánították, miután a november 21-ei – második fordulós – szavazás után riválisa, Ségolène Royal csalás miatt újraszámlálást kért. Aubry 102 vokssal kapott többet a leadott több mint 134 ezerből, mint Royal.